# Abdoulaye Fadiga (BCEAO)
Pour les articles homonymes, voir Fadiga.
Ne doit pas être confondu avec Abdoulaye Fadiga (sport).
Abdoulaye Fadiga, né le 10 mars 1935 à Touba et mort le 11 octobre 1988, est un économiste ivoirien, premier gouverneur de la Banque centrale des États de l'Afrique de l'Ouest (BCEAO).

## Formation et études
Abdoulaye Fadiga nait le 10 mars 1935 à Touba en Côte d’Ivoire,de Bambadjan Fadiga, épicier issu d'une famille de commerçants, et de Manama née Bamba. Sa mère décède alors qu'il n'a que quatre ans.
Dans un premier temps, Abdoulaye Fadiga fréquente l’école coranique. Puis à partir de 1943, il est inscrit à l’école primaire de Touba, puis de Bingerville. Il poursuit sa scolarité au collège classique d’Abidjan (actuel lycée classique).
Élève brillant, il décroche en octobre 1948 une bourse d'études pour terminer son enseignement secondaire au lycée de Troyes en France, où il obtient le baccalauréat (série Philo) en 1954. Il entre à la faculté de droit et des sciences économiques de l’université de Bourgogne, où il obtient une licence de droit en 1957. Il achève ses études par une succession de diplômes d’études supérieures (DESS), d’économie politique en 1958, de sciences économiques en 1959 et de droit public en 1960.
Pendant ses études, il rejoint la Fédération des étudiants d'Afrique noire en France (FEANF), organisation étudiante se voulant fer de lance du panafricanisme.
Il se marie à Matiéni Doukouré.

## Débuts professionnels
À sa sortie d'études, à 25 ans, repéré par le président Félix Houphouët-Boigny, Abdoulaye Fadiga commence sa carrière professionnelle comme secrétaire général de l’Organisation interafricaine du café (OIAC) à Paris, tout juste créée en décembre 1960.
En 1962, il rentre en Côte d'Ivoire où il est nommé directeur général-adjoint de la Caisse de stabilisation et de soutien des produits agricoles (CSSPPA). À tout juste 33 ans, en 1968, il devient directeur général de l'institution. Il y prône notamment la diversification de la production agricole jusqu'alors centrée sur le café, vers la production du cacao, du coton, des oléagineux, de la banane et de l'ananas.

## Gouverneur de la BCEAO
Le 15 décembre 1974, Abdoulaye Fadiga est nommé premier gouverneur de la Banque centrale des États de l'Afrique de l'Ouest (BCEAO) par le Conseil des ministres de l’Union monétaire ouest-africaine (UMOA) réuni à Ouagadougou ; puis il prête serment et est installé officiellement dans ses fonctions le 10 février 1975.
Dans le contexte de sortie de la Mauritanie de l'UMOA et de la réforme de l'institution monétaire, Abdoulaye Fadiga, chargé de sa mise en œuvre, s'efforce d'africaniser la structure et le fonctionnement de l'institution issue de la colonisation, notamment en réduisant le poids et la place de la France. Dès le 14 février 1975, il commence la restructuration de la banque centrale par l'africanisation du personnel, en se séparant de cadres français, jusqu'à présent nombreux au sein de l'institution, dont le siège se situe alors 29 rue du Colisée à Paris. Il recrute Alassane Ouattara, comme conseiller spécial, et réorganise les services centraux de la banque en sept directions centrales dirigées par des Africains ressortissants de l'Union, dont entre autres Charles Konan Banny. À la tête des directions nationales, il recrute notamment Lamine Diabaté et Boukary Adji.
Dans l'élan de la restructuration de la banque, Abdoulaye Fadiga accélère le transfert du siège de la BCEAO de Paris à Dakar, qui est effectué le 1er juillet 1978. Le siège est inauguré le 26 mai 1979, en présence de tous les chefs d'État de l'UEMOA. Parallèlement, il inscrit au cœur de l'action de la banque la promotion d’une élite africaine formée suivant les meilleurs standards internationaux ; en créant le Centre ouest-africain de formation et d'études bancaire (COFEB), jouxtant le siège de la BCEAO à Dakar, inauguré le 3 octobre 1977.
Panafricaniste, attaché à l’intégration économique et monétaire des pays de l'UMOA et marqué par le départ de la Mauritanie, Abdoulaye Fadiga encourage l'adhésion du Mali à l'Union le 14 février 1984.
Après quatorze années au poste de gouverneur de la BCEAO, Abdoulaye Fadiga meurt le 11 octobre 1988, à l’âge de 53 ans. Sa dépouille est transportée de Dakar en Côte d'Ivoire par l'avion présidentiel, afin que les honneurs lui soient rendus à Abidjan puis à Man.

## Hommages
Quelques mois après sa mort, le 10 juin 1989 la ville de Dakar rebaptise l’avenue où est établi le siège de la BCEAO avenue Abdoulaye-Fadiga.
En mars 2008, BCEAO lance un concours pour promouvoir la recherche économique au sein des États membres de l'Union économique et monétaire ouest-africaine, qu'elle baptise « Prix Abdoulaye Fadiga pour la promotion de la recherche économique ». Doté de dix millions de francs CFA, le prix récompense un travail de recherche original portant sur un sujet d’ordre économique, monétaire ou financier présentant un intérêt scientifique avéré pour les États membres de l’UEMOA et pour la BCEAO.
Une salle de réunion du ministère de l'Économie et des Finances à Paris est renommée en l'honneur d'Abdoulaye Fadiga, en octobre 2012, en présence du ministre Pierre Moscovici et du président Alassane Ouattara.
A Touba, un lycée est baptisé lycée Gouverneur Abdoulaye Fadiga.
Au Plateau, à Abidjan, l'avenue Delafosse prolongée est également appelée avenue Abdoulaye-Fadiga.

## Distinctions
- Grand officier de l'ordre national de la Croix du Sud (1972)[9]
- Commandeur de l'ordre du Mono (1980)[10]